# Кастильо, Сегундо
Сегу́ндо Алеха́ндро Касти́льо Назаре́но (исп. Segundo Alejandro Castillo Nazareno; род. 15 мая 1982[…], Сан-Лоренсо) — эквадорский футболист; тренер. Чаще всего выступал на позиции опорного полузащитника, но также мог сыграть и на позиции центрального полузащитника.

## Карьера

### Клубная
Свою карьеру начал с клубом ЭСПОЛИ, в котором провёл 3 года и забил 11 мячей в 66 матчах. Стал известен по выступлениям за столичный «Эль Насьональ», с которым выиграл последующие два титула победителя лиги в 2005 и 2006 годах. Всего за клуб забил 11 голов в 112 матчах. В 2006 году перешёл в сербскую «Црвену Звезду» и забил 8 мячей в первом сезоне. По его окончании стал победителем чемпионата Сербии и обладателем национального Кубка. В августе 2008 года перешёл в английский «Эвертон» на правах аренды. В Премьер-лиге дебютировал 14 сентября 2008 года в матче против «Сток Сити». Свой единственный гол за «Ирисок» забил 18 сентября 2008 года в дебютной домашней игре в рамках Кубка УЕФА против «Стандарда» из Льежа сильнейшим ударом слёту с 25 ярдов. 31 августа 2009 года перешёл на правах аренды с правом последующего выкупа в «Вулверхэмптон Уондерерс». За «Волков» дебютировал 20 сентября 2009 года в матче с «Фулхэмом».

### В сборной
Дебютировал в составе сборной Эквадора в 2005 году. Вскоре стал основным футболистом команды, отлично выступил на ЧМ-2006 и регулярно стал выходить на поле.

#### Голы за сборную
| Гол | Дата          | Место проведения                     | Оппонент | Счёт  | Результат | Соревнование      |
| --- | ------------- | ------------------------------------ | -------- | ----- | --------- | ----------------- |
| 1   | 24 мая 2006   | Джайентс Стэдиум, Ист Резерфорд, США | Колумбия | 1 : 0 | 1 : 1     | Товарищеский матч |
| 2   | 26 марта 2008 | Эстадио Ла Коча, Латакунга, Эквадор  | Гаити    | 1 : 0 | 3 : 1     | Товарищеский матч |

## Личная жизнь
В марте 2009 года у Кастильо и его жены Бренды родился первый ребёнок, сын Д’Алессандро.